# Gustav Regler
Gustav Regler (ur. 25 maja 1898 w Merzig, zm. 14 stycznia 1963 w Nowe Delhi) – niemiecki pisarz, filmowiec i dziennikarz.

## Życiorys
Urodził się w 1898 w rodzinie księgarza. Brał udział w I wojnie światowej i został ranny na froncie francuskim. Po wojnie studiował w Monachium i Heidelbergu filozofię, język francuski i historię. Otrzymał stopień doktora filologii pracą Ironia w dziełach Goethego. W  roku 1922 ożenił się z Charlotte Dietze – córką przedsiębiorcy tekstylnego. Małżeństwo rozpadło się w 1927 r. Ich jedyny syn Dieter zmarł w 1941 r.
Zamieszkał następnie w Norymberdze, gdzie został redaktorem „Nürnberg-Fürther Morgenpresse”. W 1928 opublikował swoją pierwszą książkę i w tym samym roku poznał Marieluise „Mieke” Vogeler, córkę malarza Heinricha Vogelera. Dzięki niej zaangażował się w ruch komunistyczny.
W 1929 przystąpił do KPD. Po przejęciu władzy przez Hitlera uciekł do Francji i kraju Saary. Napisał krytyczną wobec nazistów powieść Der verlorene Sohn. Znalazł się także na nazistowskiej liście wrogów państwowych. Zaangażował się również w plebiscyt na terenie Saary, po wygraniu którego przez zwolenników Trzeciej Rzeszy zbiegł do Francji.
Często wyjeżdżał do ZSRR. Swoją komunizującą twórczością i działalnością oddziaływał na Klausa Manna oraz Oskara Marię Grafa. Jednak od roku 1936 narastał w nim krytycyzm wobec polityki sowieckiej i stalinizmu. Po zawarciu paktu Ribbentrop-Mołotow zerwał z KPD, a w 1942 oficjalnie wystąpił z partii.
Brał udział w wojnie domowej w Hiszpanii, jako uczestnik Brygad Międzynarodowych. Został politycznym komisarzem XII Brygady, brał aktywny udział w walkach, a w 1937 r. pod Huesca został ciężko ranny. Na kanwie tych walk napisał The Great Crusade. Zaprzyjaźnił się także z Ernestem Hemingwayem. Po wyleczeniu przebywał w USA, zbierając fundusze na rzecz Armii Republikańskiej. Po klęsce republikanów został internowany we francuskim obozie Le Vernet, w Pirenejach. Został zwolniony po interwencji m.in. Eleanor Roosevelt i Hemingwaya. Wyemigrował następnie do USA, a potem do Meksyku. Swoją fascynację tym krajem opisał w książce Vulkanisches Land. Tam też zmarła na raka jego żona Mieke.
W 1946 ożenił się po raz trzeci, z amerykanką Margret (Peggy) Paul. Dwa lata później napisał powieść Sterne der Dämmerung. W 1949 r. odwiedził powojenne Niemcy. Od 1952 wiele podróżował, pracował nad różnymi projektami literackimi, wykonywał zamówienia dla stacji radiowych oraz kręcił filmy. W roku 1955 opublikował powieść historyczną Aretino, a trzy lata później autobiografię Das Ohr des Malchus. W 1960 otrzymał nagrodę artystyczną Kraju Saary. Zmarł w Indiach podczas jednego ze swoich wyjazdów.